# أليسيا تومسون
أليسيا تومسون (بالإنجليزية: Alicia Thompson)‏ مواليد 30 يونيو 1976 في بيغ ليك، هي لاعبة كرة سلة أمريكية معتزلة. بدأت مسيرتها الاحترافية في سنة 1999. تم اختيارها من قبل فريق إنديانا فيفر خلال الدرافت. وحملت الرقم 43. يبلغ طولها 6 قدم 1 بوصة (1.9 م). اعتزلت اللعب في 2005. فازت بلقب دوري المحترفات.

## المسيرة الاحترافية
لعبت مع نيويورك ليبرتي في سنة 1998، ثم لعبت مع إنديانا فيفر من سنة 2000 إلى 2002، ثم لعبت مع سياتل ستورم في موسم 2004–2005.

## روابط خارجية
- أليسيا تومسون على موقع الاتحاد الوطني لكرة السلة النسائية (الإنجليزية)
- أليسيا تومسون على موقع كرة السلة الأوروبية.كوم (الإنجليزية)
- أليسيا تومسون على موقع كلية كرة السلة في سبورتس رفرنس.كوم (الإنجليزية)
- أليسيا تومسون على موقع بروبوليرز (الإنجليزية)
- أليسيا تومسون على موقع سبورتس رفرنس (الإنجليزية)